# Senza volto
Senza volto (En Kvinnas ansikte) è un film del 1938 diretto da Gustaf Molander.